# Großtanklöschfahrzeug (Tschechien)
Großtanklöschfahrzeuge zeichnen sich durch ihre große Menge an mit geführten Löschwasser aus. Gerade in Gegenden, in denen kein Wasser zur Brandbekämpfung im Umfeld des Brandes zur Verfügung steht, erleichtern Großtanklöschfahrzeuge die Brandbekämpfung. Aufgrund ihrer reduzierten feuerwehrtechnischen Ausstattung und geringen Besatzungsstärke kommen diese Fahrzeuge nur im Verbund mit anderen Löschfahrzeugen zum Einsatz. Die Aufgabe besteht dann darin, das geladene Löschwasser an die anderen Löschfahrzeuge abzugeben und im Pendelverkehr neues Wasser zur Einsatzstelle zu bringen. Genauso wie die Tanklöschfahrzeugen und den Hilfeleistungstanklöschfahrzeugen gehören die zur Gruppe der CAS-Fahrzeuge.

## Typen

### CAS 30
Zu den neueren Modellen der Großtanklöschfahrzeugen gehört das CAS 30 S3R auf dem Tatra 815-7-Fahrgestell. Es kommt hauptsächlich bei den Berufsfeuerwehren zum Einsatz. Die Mannschaftskabine ist für eine Besatzungsstärke von 1/3/4 ausgelegt. Das S steht Fahrzeuge mit einem Gewicht von mehr als 14.000 kg, die 3 für ein Geländefahrgestell und das R für eine reduzierte feuerwehrtechnische Ausstattung.